# Milicia (género)
Milicia es un género con 4 especies de plantas de flores pertenecientes a la familia Moraceae, son nativos del este de Asia.

## Especies seleccionadas
- Milicia africana
- Milicia excelsa (Iroko)
- Milicia regia (Iroko)
- Milicia spinosa